# Listen Without Prejudice Vol. 1
Listen Without Prejudice Vol. 1 – album George’a Michaela z 1990 roku.

## Lista utworów
1. „Praying for Time” - 4:41
2. „Freedom! ’90” - 6:30
3. „They Won't Go When I Go” - 5:06
4. „Something to Save” - 3:18
5. „Cowboys and Angels” - 7:15
6. „Waiting for That Day” - 4:49
7. „Mother’s Pride” - 3:59
8. „Heal the Pain” - 4:41
9. „Soul Free” - 5:29
10. „Waiting (Reprise)” - 2:25